# NGC 5227
NGC 5227 is een balkspiraalstelsel in het sterrenbeeld Maagd. Het hemelobject werd op 13 mei 1793 ontdekt door de Duits-Britse astronoom William Herschel.

## Synoniemen
- UGC 8566
- MCG 0-35-10
- ZWG 17.29
- IRAS 13328+0140
- PGC 47915